# Гарвард, Эллисон
Э́ллисон Эли́забет Га́рвард (англ. Allison Elizabeth Harvard, род. 8 января 1988) — американская модель, художница и интернет-звезда. Участница 12 и 17 сезонов «Топ-модель по-американски», в обоих занявшая 2-е место.

## Биография

### Ранняя жизнь
Эллисон родилась 8 января 1988 года в Хьюстоне. Училась в Университете штата Луизиана в Батон-Руже, затем перевелась в Новоорлеанский университет, где изучала искусство в течение весеннего семестра.
В конце 2005 года Эллисон стала известной на просторах Интернета под ником Creepy Chan (Creepy — жуткий, Chan — тян, девочка) на сайтах 4chan и MySpace. Её фотографии получили большую популярность на Интернет-форумах из-за её прозвища, больших глаз и яркого макияжа.
Эллисон — художница, она описывает свой стиль искусства как «сюрреалистический» и «психоделический». В 2007 году её работы были опубликованы в романе Лизы Кузнецовой «История, рассказанная ночью».

### Топ-модель по-американски
В 2008 году, после некоторого затишья, Эллисон вновь приобрела популярность, приняв участие в шоу «Топ-модель по-американски». После того, как с Гарвард связался по электронной почте агент по кастингу, увидевший её фотографии в Интернете, девушка прошла первичный просмотр на конкурс. Она заявила, что хотела бы участвовать в шоу, потому что разбирается в искусстве и фотографии. На прослушивании Эллисон сказала, что её «очаровывает» разбитый нос и гемофилия. Несмотря на особенности её поведения и необычную внешность, она прошла финальный кастинг и присоединилась к остальным 12-и кандидаткам на победу в шоу. На протяжении всего конкурса Эллисон четыре раза делала лучшие работы по мнению жюри, при этом дважды находившись на грани исключения. В финале шоу девушка заняла второе место.
В сентябре 2011 года стартовал 17 сезон шоу «Топ-модель по-американски: Только звёзды», в котором Эллисон приняла участие и вновь оказалась на втором месте, уступив в финале победу Лизе Д’Амато.

## Карьера после шоу
После шоу Эллисон подписала контракт с агентством Nous Model Management. Она моделировала для сайта Karmaloop.com. Также она выложила интернет-видео под названием «поддельная кровь» и «интервью» со своим котом Винстоном.
В августе 2011 года Эллисон снялась для журнала ONE. Она также работала с Chromat и дизайнером Ричи Ричем. Участвовала в Неделе моды в Нью-Йорке 2012 для дизайнеров Геммы Канг и Малана Бретона. Кроме того, фотографии с Эллисон появились в журнале WeTheUrban.
В мае 2012 года она стала лицом новой линии парфюма от Майкла Синко в Филиппинах. В период с 2012 по 2015 год многократно посещала Филиппины, где появилась в ряде телешоу в качестве ведущей и жюри.
10 октября 2012 года Эллисон провела фотосессию Hippie Trail для журнала Bello Magazine. Несколькими днями позже она находилась на Неделе моды в Лос-Анджелесе, пройдя по подиуму в одежде осенней коллекции Naven.
В 2015 году Гарвард появилась в мартовском выпуске журнала High Street Magazine вместе со своим бойфрендом Джереми Бёрком.
В 2019 году снялась в клипе рок-группы Pixies «On Graveyard Hill».

## Личная жизнь
В 2010 году умер отец Эллисон. Она посвятила ему и своей семье песню «Underwater», написанной ею на шоу «Топ-модель по-американски».
В начале 2010-х годов Гарвард была в отношениях с фотографом Захари Чиком. В конце октября 2021 года вышла замуж за Джереми Бёрка, с которым встречалась на протяжении семи лет.